# Федотовский (хутор)
Федотовский — хутор в Урюпинском районе Волгоградской области России. Входит в Окладненское сельское поселение.

## История
Согласно алфавитному списку населённых мест Области Войска Донского 1915 года земельный надел хутора составлял 833 десятин, на хуторе проживало 133 мужчины и 151 женщина. Хутор входил в юрт станицы Дурновской Хопёрского округа Области Войска Донского.
В 1928 году хутор Федотовский включён в состав Урюпинского района Хопёрского округа (упразднён в 1930 году) Нижне-Волжского края (с 1934 года — Сталинградского края, с 1936 года Сталинградской области). Хутор входил в состав Вольновского сельсовета. В 1938 году хутора Окладинский, Федоровский, Шевыревский были выделены из состава Вольновского сельсовета и перечислены в состав поселкового совета при совхозе «Урюпинский». В соответствии с решением Президиума Сталинградского облисполкома от 16 октября 1938 года (протокол № 49) ликвидируется зерносовхоз «Урюпинский», поселковый совет при совхозе «Урюпинский» был переименован в Окладинский сельсовет с центром в хуторе Окладинский

## География
Хутор находится в степной местности, в пределах Хопёрско-Бузулукской равнины, по правой стороне балки Федотовской, на высоте около 145 метров над уровнем моря. 

Ландшафт суббореальный умеренно континентальный, типично-степной, ледниковый аккумулятивный. Для местности, в которой расположен хутор, характерны равнины пологоувалистые, среднечетвертичные, расчленённые, с балками, оврагами, сельскохозяйственными землями, участками байрачных дубовых лесов, луговых степей. Почвы — чернозёмы обыкновенные.
По автомобильным дорогам расстояние до областного центра города Волгоград составляет 360 км, до районного центра города Урюпинска — 26 км.
Часовой пояс
Федотовский, как и вся Волгоградская область, находится в часовой зоне МСК (московское время). Смещение применяемого времени относительно UTC составляет +3:00.

## Население
| 2010 |
| ---- |
| 70   |

Динамика численности населения по годам:
| 1915 | 1987 | 2002 |
| ---- | ---- | ---- |
| 284  | ≈100 | 93   |